# 阿列克谢·伊里奇·达尼洛夫

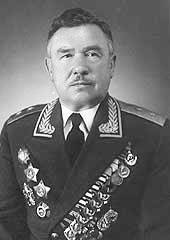

阿列克谢·伊里奇·达尼洛夫（俄语： 1897年1月26日—1981年6月23日）苏联军事人物，陆军中将，生于俄罗斯帝国弗拉基米尔省莫西诺（Mosino）村。

## 生平
1915年通过了农村教师资格考试。1916年5月，加入沙皇的军队。 1917年6月毕业于阿列克谢耶夫军事学校，获少尉军衔，1917年9月参加了第一次世界大战西北方面军第3集团军第35军第55步兵师第218步兵戈尔巴托夫团的作战。1917年12月，复员并返回家乡弗拉基米尔，在县食品委员会工作。1919年1月加入苏俄红军，任西北航运独立警卫营的连长。1919年8月任戈梅利运输契卡的秘书。1920年3月任亚姆堡莫斯科地区团的连长。1920年8月任第7集团军直属远征支队的指挥官。苏俄内战中参加了波罗的海和西线作战。
1921年2月任第5步兵师第498步兵团的连长。1921年7月任边防军第169独立营的连长，驻守普斯科夫附近的国境。1922年1月任第56步兵师第499步兵团连长。1922年8月列宁格勒军区第56步兵师第168步兵团任排长，1923年1月任副连长，1923年7月任连长，1925年6月任副营长，1926年11月任营长。在第168团服役期间，完成了为期一年的训练课程，于1924年毕业于以共产国际命名的“射击”红军指挥官射击和战术高级训练班。1928年11月入伏龙芝军事学院，1931年毕业。1931年5月任第29步兵师（维亚兹马）作战科长。1936年4月任白俄罗斯军区第5步兵军作战处长。1937年7月至1938年11月任第81步兵师师长。1939年毕业于总参军事学院高级军官进修班。1939年9月任基辅特别军区第49步兵军参谋长，参加了解放西乌克兰的进军行动。随后任西方方面军司令部作战部长，参加了苏芬战争。战后回任第49步兵军参谋长，1940年6月至7月参加了解放比萨拉比亚-北布科维纳的军事行动。1940年7月任基辅特别军区防空主任助理，被授予少将军衔。
苏德战争爆发后，任西南方面军防空主任。1941年9月27日任西南方面军第21集团军参谋长，组织部队从基辅保卫战突围。参加了1941年哈尔科夫战役和1942年哈尔科夫战役。1942年6月5日任第21集团军司令员，参加了沃羅涅日防守戰役、斯大林格勒北郊作战。1942年11月1日任西南方面军坦克第5集团军参谋长。1943年4月20日坦克第5集团军改编为预备方面军第12集团军，仍任参谋长。1943年5月19日升任第12集团军司令。1943年8月第12集团军编入西南方面军第一梯队，在巴尔文科沃东北部近卫第8集团军地域牢牢控制了防区。顿巴斯进攻战役中，指挥所部击败了德军第1装甲集团军，解放了巴甫洛格勒、錫涅利尼科沃、前出到第聂伯河解放了扎波罗热。被授予中将军衔，成为一级波格丹·赫梅利尼茨基勋章的第一位获得者。1943年10月30日，第12集团军撤销。1943年11月18日任驻蒙古人民共和国的第17集团军司令员。1945年8月至9月，苏联对日宣战，指挥外贝加尔方面军第17集团军，向赤峰-锦州方向进攻，并攻克林西、乌丹、凌源、绥中、山海关。
战后，1946年6月任外贝加尔-阿穆尔军区下属的红旗第1集团军司令。1946年8月至1947年3月任该军区第2步兵军军长。1948年4月入总参军事学院高级战术课程班学习，5月兼任课程班主任。1951年12月任北高加索军区副司令。1954年7月任外高加索军区作训副司令。1955年12月任朝鲜人民军首席军事顾问。1957年6月在苏联国防部第十局任职：东部方向负责人，1960年12月起任东部部负责人。1968年3月退役。